# Dictyocystidae
Famille
Les Dictyocystidae sont une famille de Ciliés de la classe des Oligotrichea et de l’ordre des Oligotrichida.

## Étymologie
Le nom de la famille vient du genre type Dictyocysta, formé du préfixe dicty-, « filet, réseau », et du suffixe -cysta, du grec κύστις / kýstis, « vessie, poche », littéralement « vessie (en) réseau », en référence à la forme et à la structure criblée de la lorica dans laquelle vivent ces  Ciliés.

## Description
Les Dictyocystidae ont une taille petite (<80 µm) à moyenne (80 à 200 µm). Ils vivent dans une lorica de forme ovoïde à conique avec une coupe dense. Le collier de la lorica comporte une ou deux rangées de cadres, fenêtres (ou fenestrae) en forme d'arcs ouverts (ces derniers avec ou sans parois). La paroi de la coupe de la lorica est réticulée et, chez certaines espèces, est agglomérée avec des coccolithes ou des particules minérales.

## Habitat
Les Dictyocystidae vivent en milieu marin ; ils sont strictement pélagiques. Aucune espèce fossile de cette famille n’a été découverte.

## Liste des genres
Selon GBIF (8 juillet 2024) et Lynn (2010):
- Dictyocysta Ehrenberg, 1854 genre type
  - Espèce type :  Dictyocysta elegans Ehrenberg, 1854
- Wangiella Nie, 1934

## Systématique
Le nom valide de ce taxon est Dictyocystidae.